# Jiří Hermach
Jiří Hermach (* 6. Juni 1912 Prag; † 5. Oktober 2011 ebenda) war ein tschechischer Philosoph. Er befasste sich vor allem mit dem Marxismus, der Philosophie der Naturwissenschaften und mit der Überwindung der Entfremdung des Menschen. In den 1950er Jahren gründete und leitete er einen Lehrstuhl für Marxismus an der Prager Technischen Universität ČVUT, kritisierte jedoch später das kommunistische Regime und beteiligte sich am Prager Frühling. 1976 unterzeichnete er die Charta 77 und emigrierte später nach Österreich; er erlangte auch die österreichische Staatsbürgerschaft. 1990 – nach dem Ende des Kommunismus – wurde Hermach rehabilitiert und lehrte an der Prager Karlsuniversität.

## Leben
Jiří Hermachs Vater war Landesbediensteter und ab 1919 Portier im Palais Thun, dem Sitz der Tschechoslowakischen Nationalversammlung auf der Prager Kleinseite. Die Familie bewohnte in dem Palais eine Dienstwohnung. In seinen Kinderjahren nahm Hermach bereits den Kontrast zwischen hungernden Demonstranten und dem Gehabe der in der Nationalversammlung diskutierenden Abgeordneten wahr. Von früher Jugend an fühlte er sich zu Kunst, Natur und Gesellschaftskritik hingezogen und kam zu einer kritischen Einstellung zur Politik. Diese Erfahrungen führten ihn dazu, sich für marxistische Philosophie zu interessieren. Bei einigen Besuchen philosophischer Vorträge vermisste er eine Verbindung zu den exakten Naturwissenschaften und studierte daher lieber Maschinenbau. und auch etwas Chemie. Da er lange an einer Bauchverletzung nach einem Unfall laborierte, musste er sein Studium oft unterbrechen und konnte es vor der Auflösung der tschechischen Universitäten im Jahr 1939 nicht abschließen. Während des Zweiten Weltkriegs heiratete er Vědunka Tůšová, arbeitete als Flugzeugkonstrukteur in der Fabrik Avia in Letňany und nahm an Widerstandsaktivitäten zur gezielten Blockierung des Bahnverkehrs teil. Er entwickelte auch einen Zeitzünder, der im Widerstand erfolgreich eingesetzt wurde. Zu Kriegsende musste er Gräueltaten von Wehrmachtssoldaten miterleben, die seine spätere Arbeit stark beeinflussten. Nach dem Krieg schloss Hermach sein Studium ab und bekam eine Stelle als Assistent am Institut für Thermodynamik, Hydrodynamik und Strömungslehre an der Fakultät für Maschinenbau an der Technischen Hochschule Prag ČVUT.
Im Mai 1945 trat er in die Kommunistische Partei der Tschechoslowakei (KSČ) ein. Nach dem Februarumsturz 1948 hatte er die Wahl, das Thermodynamikinstitut zu leiten oder – ebenfalls an der ČVUT – das Institut für Gesellschaftswissenschaften aufzubauen und entschied sich für Letzteres. 1951 wurde das Institut in den wiederum von Hermach geleiteten fakultäten- und später auch universitätsübergreifenden Lehrstuhl für Marxismus der ČVUT umgewandelt. In seinen philosophischen Vorlesungen legte er stets Wert auf die Verknüpfung des Marxismus mit den Naturwissenschaften. Im Jahr 1952 wurde er Dozent.
Schon 1952 schloss sich Hermach jedoch unter dem Einfluss politischer Schauprozesse innerhalb der KSČ der parteiinternen Opposition an, welche nach Stalins Tod 1956 das Zentralkomitee der Kommunistischen Partei zur Selbstkritik aufrief. Er wurde all seiner Funktionen enthoben und von der Technischen Hochschule entlassen, woraufhin er als wissenschaftlicher Angestellter im Institut für Philosophie der Tschechoslowakischen Akademie der Wissenschaften Anstellung fand. Dort publizierte er seine bedeutendsten Arbeiten.
Im Jahr 1965 veröffentlichte er einen ausführlichen Essay zum Thema Philosophie und Führung, in dem er mit Kritik am „Kasernenhofkommunismus“ hervortrat. Mit diesem von Marx entlehnten Ausdruck belegte er das damalige tschechoslowakische Regime. Es wurde ihm ermöglicht, diese Kritik vor einem hundertköpfigen Auditorium von Mitgliedern des Zentralkomitees der KSČ vorzutragen und schaffte es, die Anwesenden zu überzeugen. Er erntete begeisterten Applaus und wurde eingeladen, seine Gedanken in einer Reihe eintägiger Seminare für aktive Führungskräfte, die er in fast allen Bezirkshauptstädten des Landes (bis auf 2) abhielt, zu präsentieren. Während des Prager Frühlings wurden von Alexander Dubček drei Expertenteams zur Befassung mit den Grundlagen des Sozialismus eingesetzt; Hermach moderierte das Team „den Sozialismus neu verstehen“, welches ein Konzept einer demokratischen sozialistischen Gesellschaft ausarbeiten sollte (die beiden anderen Teams behandelten Wirtschaft und Recht). Das Team schloss diese Arbeit einige Tage vor dem Einmarsch der Truppen des Warschauer Pakts in die Tschechoslowakei im August 1968 ab.
Jiří Hermach vertrat auch nach 1968 seine Ansichten und verlor deshalb seine Arbeit an der Akademie der Wissenschaften. Er fand nach mehreren Jahren der Arbeitssuche eine Anstellung als Hilfsheizer im Prager Krankenhaus Motol. Er unterzeichnete 1976 die Charta 77 und emigrierte auf Grund andauernder Repressalien gegen ihn und seine Familie durch das Regime 1985 nach Innsbruck in Österreich. Nach dem Zusammenbruch des kommunistischen Regimes 1989 blieb er mit seiner zweiten Frau Helena weiter in Österreich. Von seinem Wohnort im Schloss der in Niederösterreich direkt an der tschechischen Grenze gelegenen Kleinstadt Gmünd hatte er es nicht weit nach Prag, wo er nunmehr an der sozialwissenschaftlichen Fakultät der Karlsuniversität bis 2000 als Lektor tätig war. In seinem 96. Lebensjahr ließ sich Helena von Hermach scheiden, und er übersiedelte wieder nach Böhmen – erst zu einer Bekannten aus Kriegstagen und dann nach Hostivice westlich von Prag, wo seine Tochter aus erster Ehe, die Schauspielerin Jana Hermachová, lebte. Noch mit 98 Jahren unternahm er Vortragsreisen und beeindruckte sein Publikum. Jiří Hermach verstarb an einem ischämischen Schlaganfall im hundertsten Lebensjahr.

## Werk
Jiří Hemrach verfasste auf Tschechisch zahlreiche Schriften, v. a. Essays (z. T. in Buchform herausgegeben) und Beiträge in Sammelbänden, darunter:
- Dialektika výchovy (Dialektik der Erziehung), Prag 1966;
- Problém kategorie hranice (Das Problem der Kategorie der Grenze), 1967 (These zur Erlangung des Kandidatentitels)
- Uskutečnění současného člověka (Verwirklichung des gegenwärtigen Menschen), Verlag Symposium, Prag 1969
- K aktuálním otázkám naší filosofie (Zu aktuellen Fragen unserer Philosophie), in: Sborník marxistické filosofie (Schriften marxistischer Philosophie), Prag 1959;
- Dialektický materialismus (Dialektischer Materialismus); Zákon, Příruční slovník naučný (wiss. Handwörterbuch), Prag: I, 1962, IV, 1967;
- Filozofie a řízení (Philosophie und Management), nakladatelství politické literatury, Prag 1965 und im Band 4 des Sborník ministerstva vnitra (Schriftenreihe des Innenministeriums), Prag 1966;
- Problém podstatného rozporu socialismu, Další rozvoj socialismu a úkoly společenských věd (Das Problem des wesentlichen Widerspruchs des Sozialismus; Weiterentwicklung des Sozialismus und die Aufgaben der Gesellschaftswissenschaften), Prag 1963;
- Problém racionalismu a jeho mezí, Metodologické problémy společenskovědního výzkumu, (Das Problem des Rationalismus und seine Grenzen, methodologische Probleme der sozialwissenschaftlichen Forschung), Prag 1983;
- Intuice a holografický obraz světa (Intuition und holografisches Weltbild), in: Intuice ve vědě a filosofii (Intuition in Wissenschaft und Philosophie), Prag 1993.
- Přemítání o člověku, životě a době (Betrachtungen über Mensch, Leben und Zeit), nakladatelství Lidové Noviny, Prag 2006;
- Přemítání o člověku (Betrachtungen über den Menschen), Vodnář-Verlag, Prag 2009;
- Člověk - tvor sobě neznámý (Der Mensch, das sich selbst unbekannte Wesen), Buch und CD, ISBN 8026080211, Verlag Tom+Tom, posthum herausgegebenes Manuskript editiert von Tomáš Karhan, Prag 2015.